# Crepidium finetii
Crepidium finetii là một loài thực vật có hoa trong họ Lan. Loài này được (Gagnep.) X.Qi Chen & J.J. Wood mô tả khoa học đầu tiên năm 2009.